# Vor lauter Bäumen
Vor lauter Bäumen ist der erste Langspielfilm des schweizerisch-bolivianischen Regisseurs Pablo Callisaya. Der Film hatte 2017 Weltpremiere an der 51. Ausgabe des Festivals Hofer Filmtage in Deutschland.

## Handlung
Manuel geht es gut. Selbst seine vorgetäuschte Bitte, wenigstens am Wochenende seiner Kokssucht nachgehen zu dürfen, hält den Arzt nicht davon ab, ihn für den Militärdienst tauglich zu empfehlen. Dort hat alles seine Ordnung. Er wird zwar herum kommandiert, aber auch wieder gelobt für seine Schiessleistung. Als sein Vater darauf drängt, dass er eine Offizierslaufbahn anschliessen soll, um sich finanziell fürs Studium abzusichern, geht er auch darauf ein. Doch beim ersten Heimbesuch verabschiedet sich die Freundin, die ihre Beziehung als zu kompliziert empfindet und schon jemanden anderen kennen gelernt hat. Im Studium findet sich Manuel allerdings nur schwer zurecht. Wären da nicht die alten Kumpel aus der Jugendzeit, fühlte er sich vollkommen überfordert. Alle Versuche ein "normales Leben" hinzukriegen, schlagen fehl und auch die Rückkehr von der Studenten-WG ins Elternhaus macht seine Probleme eher noch schlimmer. Trotz bester Umstände und privilegierter Aussichten auf ein erfülltes Leben, ziehen die sogenannten „besten Jahre“ seines Lebens an ihm vorüber, ohne dass sich ein überzeugender Lebenssinn einstellt.

## Produktion
Noch während seines Drehbuch-Studiums in Madrid (2010–2011) begann Callisaya mit dem Schreiben der ersten Fassung. Während der Sommerferien 2013, als sich Callisaya im zweiten Bachelor-Jahr Film an der Zürcher Hochschule der Künste befand, drehte er den Film mit einem Budget von CHF 35'000.-. Der Film wurde grösstenteils durch private Spenden und Stiftungsgelder finanziert. Zeitgleich mit der Veröffentlichung des Filmes gründete Callisaya die Produktionsfirma Tapir Filmatelier mit Sitz in Luzern.

## Kritik
Nach der Weltpremiere am Festival Hofer Filmtage 2017 wurde der Film in der Kategorie International Newcomer des Internationalen Filmfestivals Mannheim-Heidelberg 2017 gezeigt. Im Produktionsland, der Schweiz, wurde der Film für keine Festivals ausgewählt. 
Der deutsche Filmkritiker Wolfgang Nierlin veröffentlichte im September 2017 folgende Kritik für die Schweizer Filmzeitschrift Filmbulletin – Zeitschrift für Film und Kino:

„In wenigen prägnanten Strichen und mit verstecktem Witz entfaltet der junge Luzerner Filmemacher Pablo Callisaya (Jahrgang 1989) in seinem Spielfilmdebüt Vor lauter Bäumen die Unsicherheit eines jungen Mannes im Geflecht der Möglichkeiten. Zwischen individueller Orientierungslosigkeit, unbestimmten Erwartungen und gesellschaftlichen Festlegungen wächst kontinuierlich der Druck, dem sich Manuel unvorbereitet ausgesetzt sieht. […] Doch trotz dieser Abwärtsspirale, in der alles Suchen nurmehr ein Reagieren ist, entlässt Callisaya den von der eigenen Biografie inspirierten Helden seines unabhängig produzierten Coming-of-Age-Dramas – und mit ihm den Zuschauer – nicht ohne Hoffnung. Zwar weiß dieser am Ende des intuitiv in Schwarzweiß gedrehten sozialrealistischen Generationenportraits – Manuel ist ein Vertreter der sogenannten Generation Y – immer noch nicht wohin, aber er bricht zumindest auf.“